# Ameriprise Financial Center
L'Ameriprise Financial Center est un gratte-ciel de 152 mètres de hauteur construit à Minneapolis aux États-Unis en 2000. Il abrite une filiale de la société American Express devenue indépendante. La façade de l'immeuble est composée de granite et de verre.
Fin 2009 c'était l'un des dix plus haut gratte-ciel de Minneapolis et le plus haut gratte-ciel construit dans l'agglomération de Minneapolis-Saint Paul depuis l'an 2000.
L'architecte est l'agence HKS, Inc